# Francisco Lucas
Francisco Lucas (¿Sevilla?, 1530 - después de 1580) es el primer tratadista de la caligrafía que fija el estilo español de la bastarda, muy diferente a la bastarda cancilleresca de Icíar.
Ejerció en Sevilla el magisterio de las primeras letras. Allí fue su discípulo Juan de Sarabia, otro maestro que difundió las enseñanzas de Lucas.

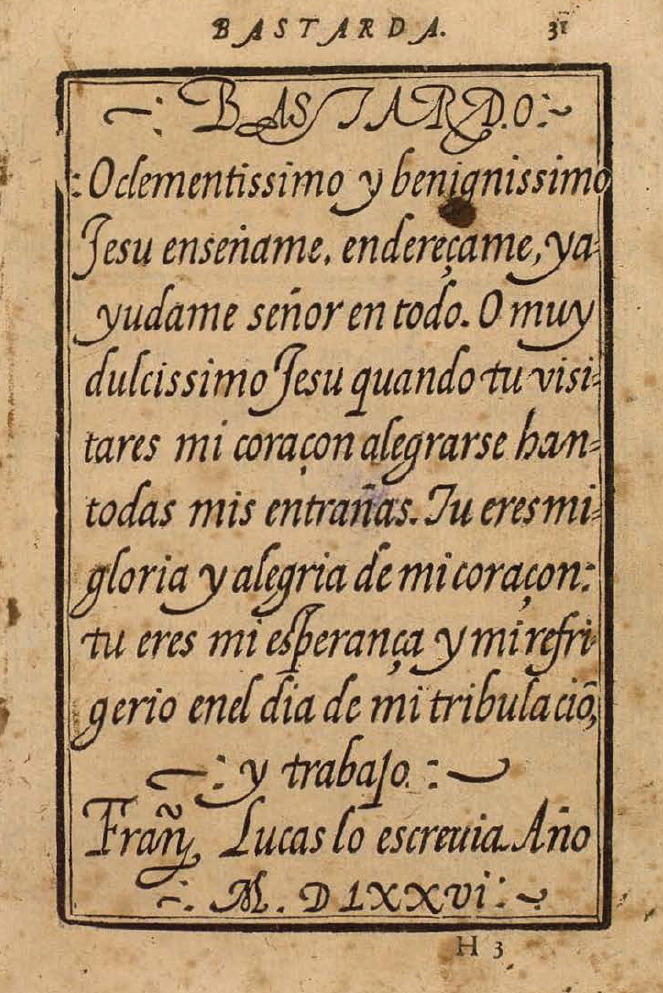
Edición de Juan de la Cuesta, Madrid 1608, lámina 7, hoja 32 recto.

Llegó a Madrid en torno a 1570. Allí abrió escuela de escritura. Pronto publicó sus tratados de caligrafía. El primero, un breve resumen editado en Toledo que incluye la bastarda y la redonda, con 25 láminas en xilografía. Más tarde entró al servicio del rey Felipe II, para educar al príncipe Fernando, que falleció en 1578 a los seis años. Mantuvo su escuela hasta la década de 1580, en que volvió a Sevilla, donde presuntamente falleció muchos años después.
Fueron también discípulos suyos Andrés Brun y el pendolista Juan de la Cuesta, homónimo del impresor madrileño.
Estableció un catálogo de escrituras que fue la referencia durante mucho tiempo: bastarda, redonda, grifa (la cursiva tipográfica del taller de Aldo Manucio, una Cancilleresca redondeada), antigua, latina y de libros (letra de cantoral). La bastarda de Lucas es para autores posteriores (como Cotarelo) una cursiva basada en la redondilla pero de origen incierto (Torío). Hasta fines del XVIII no se amplió el repertorio de formas de letra manuscrita en las escuelas españolas.

## Obras
- Instrucción muy provechosa para aprender a escrevir, con aviso particular de la traça y hechura de las letras de redondilla y bastarda, y de otras cosas para bien escrevir necessarias, Toledo: Francisco de Guzmán, 1571. Incluye sólo la Bastarda y la Redonda.
- Arte de escrevir, Madrid: Alonso Gómez, 1577. Completa.
- Arte de escrevir de Francisco Lucas, dividida en quatro partes, Madrid: Francisco Sánchez, 1580. Completa.
- Arte de escrevir de Francisco Lucas, VEZINO DE SEVILLA, residente en Corte de su Magestad. Dividida en quatro partes, Madrid: Juan de la Cuesta, 1608. Reedición con planchas nuevas.